# Rond de Saint Vincent
De rond de Saint-Vincent is een Bretoense rondedans die zijn oorsprong vindt in Morbihan en meer bepaald in de gemeente Saint-Vincent-sur-Oust.
De rond de Saint-Vincent wordt gerekend tot de familie van de ronds de Loire-Vilaine en lijkt sterk om de rond paludier.

## Beschrijving
De rond de Saint Vincent wordt in een cirkel gedanst, waarbij men elkaar vasthoudt met in elkaar gehaakte pinken (zoals bij de An-dro). De ronde beweegt uitsluitend in de richting van de zon (wijzerzin) en wordt afwisselend kleiner en groter.
Armbeweging
De armen zijn stijf en bewegen schokkerig omhoog op het ritme van de muziek.
1. hef de armen half voor je op,
2. armen zijn horizontaal voor je uitgestrekt,
3. vouw de armen, de ellebogen zijn langs het lichaam,
4. armen verticaal naar onder

Passen
1. Linkervoet glijdt naar links,
2. de rechtervoet kruist voor en passeert de linkervoet,
3. de linker voet wordt ontkruist, en blijft altijd op de danslijn,
4. de rechtervoet stapt achter de linkervoet.

Het lijkt alsof de kring kleiner en groter wordt, maar de linkervoet blijft altijd om de cirkel. Doordat de rechtervoet soms voor, soms achter is krijgt met een oscillerend effect.
Bijzonderheden
- De meeste liefhebbers van de rond de Saint Vincent verkiezen kleine cirkels boven grote zoals bij de Tovercirkel. De kleine cirkel maakt het mogelijk veel dynamischer te dansen en meer op elkaar in te spelen.
- Traditioneel wordt en tijdens het dansen ook gezongen.[2]

## Rond de Saint Vincent op folkbals
Op een folkbal of boombal in België en Nederland komt de rond de Saint-Vincent maar heel sporadisch voor. Als hij gespeeld wordt, is het meestal door een Franse groep.